# Mortier de 220 mm modèle 1880
Le mortier de 220 mm modèle 1880 est une pièce d'artillerie française de la fin du XIXe siècle conçue par Charles Ragon de Bange. Aussi appelé mortier de Bange de 220, 130 exemplaires seront modifiés en 1891 et porteront la désignation de modèle 1880/91.

## Conception
Le mortier de 220 modèle 1880 possède un canon rayé en acier à chargement par la culasse. D'un poids de 4 000 kg il possède un affût rigide monté sur une plateforme à glissière de 5 000 kg. Lors du déplacement sont ajoutées deux roues à l'affût qui est alors tracté par des chevaux, la plateforme est transportée en voiture.
En 1891, un frein de recul hydropneumatique est ajouté à l'affût rigide, afin de permettre le retour du mortier en position de tir, cette variante prenant le nom de 220 Modèle 1880/91.
En attendant la livraison des mortiers de 220 mm TR Schneider (en), cent mortiers de 220 modèle 1880 reçoivent un nouvel affût pour augmenter leur mobilité, avec une plateforme équipée de roues. Entrés en service à la mi-1917, ces mortiers de 220 modèle 1880 sur affût de circonstance Schneider (ou 220 ACS) servent d'abord à l'artillerie lourde à tracteurs puis à partir de mai 1918 sont cédés à l'artillerie à pied, moins mobile.

## Service

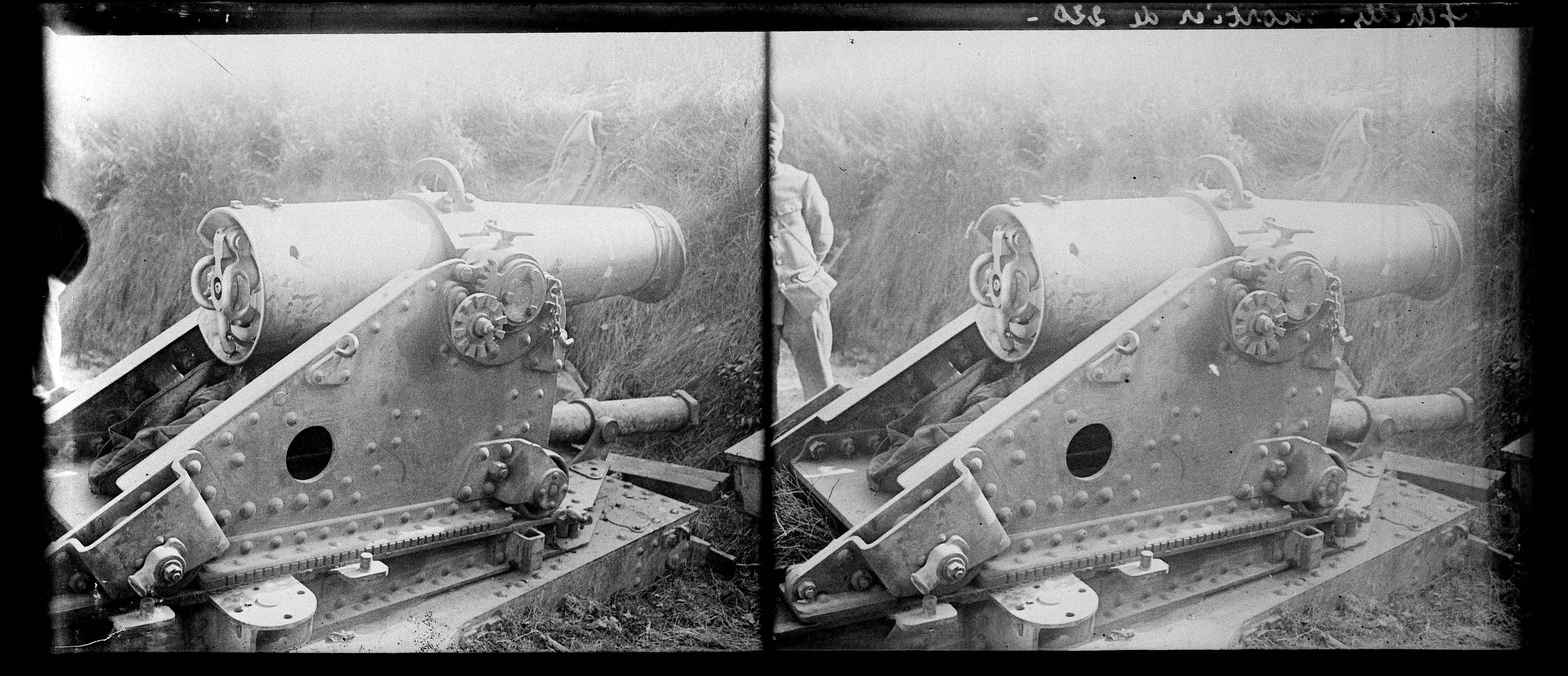
Gros plan d'un mortier de 220 mm en 1918 a Neufchelles.

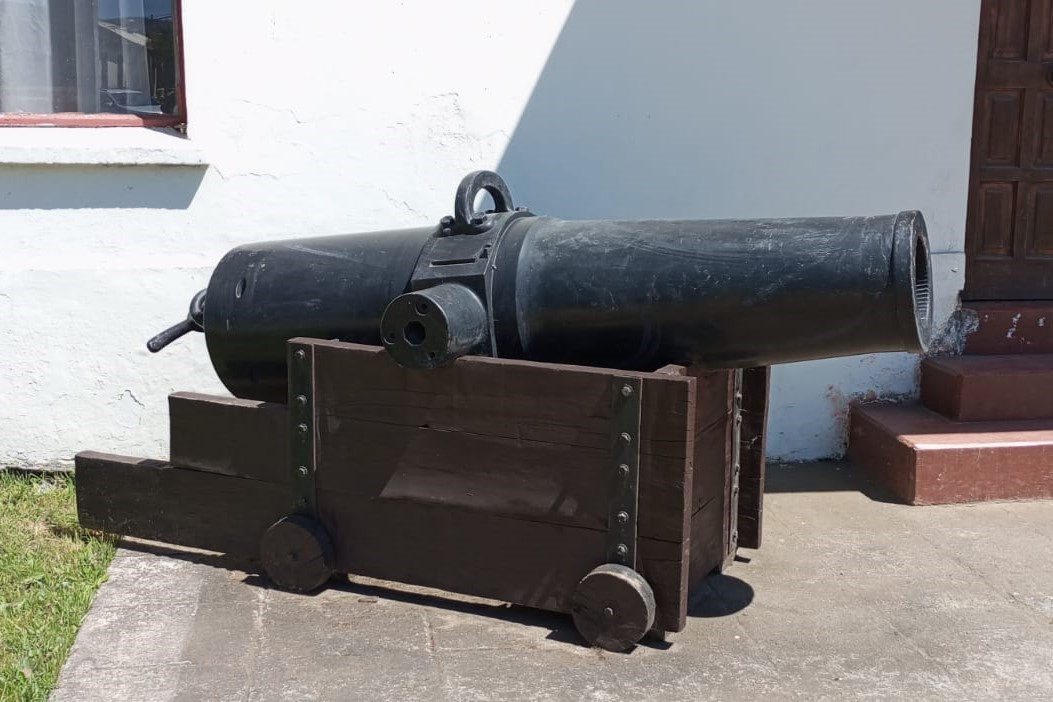
Mortier de siège M. de 220 modèle 1880 correspondant au no 168. Il se trouve comme pièce de musée dans la compagnie logistique et administrative n°4 « Concepción » de l'armée chilienne, à Concepción.

Il est installé dans les fortifications et placé dans des casemates à tir indirect avant 1885. Cependant, à la fin du XIXe siècle, la crise de l'obus-torpille implique sa désinstallation de l'ensemble des ouvrages.
Malgré son obsolescence, il est utilisé pendant la Première Guerre mondiale, et exporté en Belgique.